# Carex chathamica
Espèce
Classification phylogénétique
Carex chathamica est une espèce des plantes du genre Carex et de la famille des Cyperaceae.